# Abdullah Ahmad Badawi
Abdullah Ahmad Badawi (født 26. november 1939, død 14. april 2025) var en malaysisk politiker, der var premierminister i Malaysia efter Mahathir Mohamad fra den 31. oktober 2003 til den 3. april 2009, hvor han overlod posten til den hidtidige vicepremierminister Najib Razak.